# يوسف (أسقف)
يوسف هو أسقف ‏ سوري، ولد في 1 أغسطس 1931 في طرطوس في سوريا، وتوفي في 6 أغسطس 2000.